# Peteri Pintu Wih Resap
Peteri Pintu Wih Resap is een bestuurslaag in het regentschap Bener Meriah van de provincie Atjeh, Indonesië. Peteri Pintu Wih Resap telt 266 inwoners (volkstelling 2010).